# Artistique-Weltmeisterschaft 1992

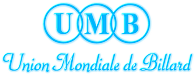
Logo UMB (ausrichtender Verband)

Veranstaltungsort: Épernay

Die Billard-Artistique-Weltmeisterschaft 1992 war das 21. Turnier in dieser Disziplin des Karambolagebillards und fand vom 4. bis zum 6. Dezember 1992 in Épernay statt. Es war die siebte Artistique-WM in Frankreich.

## Geschichte
Jean Reverchon wurde in Épernay zum zweiten Mal Artistique-Weltmeister. Dabei verbesserte er seinen eigenen Weltrekord auf 374 Punkte (74,80 % der möglichen Punkte). Auch die weiteren sieben Teilnehmer konnten die magische 300-Punktemarke überschreiten. Zweiter wurde der Spanier Xavier Fonellosa vor dem Österreicher Andreas Horvath.

## Modus
Gespielt wurden 68 verschiedene Figuren mit verschiedenen Punktewertungen. Jeder Teilnehmer hatte pro Figur drei Versuche. Die maximale Punktzahl betrug 500 Punkte.

Gewertet wurde wie folgt:
1. Punkte = Erzielte Punkte
2. Versuche = Anzahl der gespielten Versuche
3. gelöste Figuren = gelöste Figuren
4. HS = Punkte der nacheinander gelösten Figuren

## Abschlusstabelle
| Platz                        | Name               | Punkte | Versuche | gel. Figuren | HS  |
| ---------------------------- | ------------------ | ------ | -------- | ------------ | --- |
| 1                            | Jean Reverchon     | 374    | 140      | 52           | 104 |
| 2                            | Xavier Fonellosa   | 364    | 156      | 49           | 45  |
| 3                            | Andreas Horvath    | 330    | 147      | 46           | 46  |
| 4                            | Raymond Steylaerts | 315    | 132      | 47           | 85  |
| 5                            | Maurice Coyret     | 315    | 159      | 44           | 82  |
| 6                            | Madou Touré        | 307    | 156      | 43           | 44  |
| 7                            | Jan Brunnekreef    | 307    | 160      | 43           | 53  |
| 8                            | Jordi Oliver       | 305    | 159      | 43           | 45  |
| 9                            | Roberto Rojas      | 288    | 153      | 41           | 65  |
| 10                           | Jean-Luc Chiche    | 286    | 163      | 41           | 29  |
| 11                           | Thomas Ahrens      | 277    | 151      | 42           | 53  |
| 12                           | Rob Scholtes       | 271    | 162      | 40           | 68  |
| 13                           | Angelo Casales     | 267    | 166      | 38           | 38  |
| 14                           | Robert Immervoll   | 262    | 164      | 39           | 32  |
| 15                           | Hubert van Mol     | 231    | 159      | 34           | 54  |
| 16                           | Carlos Tosi        | 202    | 160      | 30           | 23  |
| Turnierdurchschnitt: 58,76 % |                    |        |          |              |     |